# Marja-Riitta Norri
Marja-Riitta Norri, född 20 november 1950 i Tyrvis, är en finländsk arkitekt.
Norri utexaminerades som arkitekt 1980 och var 1980–1997 chefredaktör för tidskriften "Arkitekten". Hon var chef för Finlands arkitekturmuseum 1988–2002. Hon var medlem av statens arkitekturkommission 1995–1997. Hon har redigerat ett flertal böcker och tillsammans med Elina Standertskiöld och Wilfried Wang utgivit 20th Century Architecture Finland (1999). Hon bedriver även egen arkitektverksamhet och har bland annat ritat tre bostadshus i stadsdelen Kampen i Helsingfors (2005).